# Comunidade Autónoma do País Basco

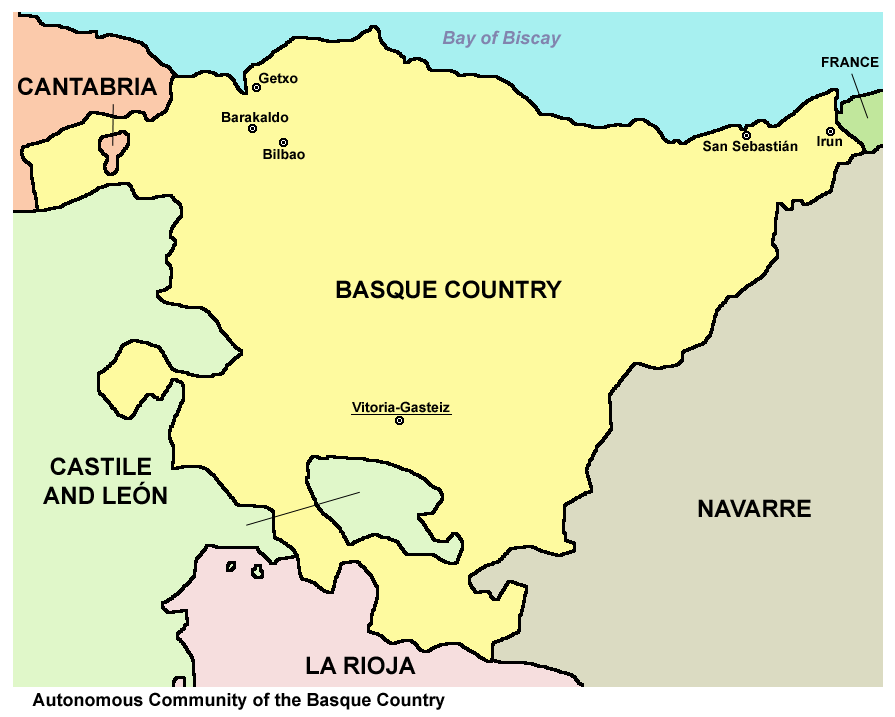

A Comunidade Autónoma do País Basco ou  Euskadi (em castelhano, Comunidad Autónoma del País Vasco; em basco Euskal Autonomia Erkidegoa) é uma das 17 comunidades autônomas da Espanha e tem nacionalidade histórica  reconhecida pela Constituição Espanhola. Está situada no nordeste daquele país, junto aos Pirenéus.
Culturalmente, a comunidade autónoma do País Basco faz parte da região histórica denominada País Basco ou Euskal Herria, que os nacionalistas bascos consideram como território cultural e linguístico do povo basco.
Na Espanha, duas comunidades  autónomas constituem o País Basco do Sul (em basco,  Hego Euskal Herria ou Hegoalde):
- A comunidade autónoma do País Basco
- A comunidade foral de Navarra (em basco, Nafarroa)

Na França, o chamado País Basco francês ou País Basco do Norte (em basco, Ipar Euskal Herria ou Iparralde) constitui uma pequena parte  (15 %) do País Basco histórico e está situado na parte ocidental do departamento dos Pireenéus Atlânticos (Pyrénées-Atlantiques). Corresponde à reunião das  três províncias bascas históricas situadas na França:
- o Labourd (em basco, Lapurdi)
- a Baixa Navarra (em basco, Nafarroa Beherea)
- a Sola (em basco suletino, Xiberoa; em basco unificado,  Zuberoa)

As principais cidades da comunidade autónoma do País Basco são Bilbau (em basco, Bilbo, a mais populosa), San Sebastián (em basco, Donostia) e Vitoria (em basco, Gasteiz, a capital oficiosa da comunidade autónoma).
O principal aeroporto é o Aeroporto Internacional de Bilbau (IATA: BIO).

## História dos bascos
Presume-se que o povo basco tenha ocupado a Península Ibérica por volta do ano 2000 a.C. e tenha resistido as constantes invasões sofridas pela região ao longo dos séculos. Apesar da dominação romana, os bascos mantiveram sua língua, costumes e tradições, num processo de constante resistência. A língua basca ou euskara não tem parentesco com as línguas indo-europeias, embora seja a mais antiga língua viva da  Europa, o vasconço somente constitui-se como língua escrita no século XVI e reforçou o sentimento de união do povo.
Entre os séculos XV e XVI, a região sul foi submetida ao Estado Espanhol, que havia sido iniciado com o casamento dos reis católicos Fernando e Isabel.
Há no território basco movimentos e organizações que desejam uma relação mais federalista com a Espanha. Alguns desejam mesmo a total separação e a independência da região. A mais notória dessas organizações foi o ETA (Euskadi Ta Askatasuna;  em português, 'Pátria Basca e Liberdade'), que lutou, sem sucesso, pela independência da região histórica do País Basco (Euskal Herria), atualmente distribuída entre Espanha e França. Todos os partidos legais, bem como a maioria da população da região consideravam o grupo como sendo terrorista.

## Geografia
Sua região é principalmente montanhosa, conformada pelos Montes Bascos e a imponente Serra Cantábria no sul, com o Toloño como máxima altitude.
No País Basco podem distinguir-se quatro zonas climáticas: a vertente atlântica ao norte, uma zona de clima subatlântico (Vales Ocidentais de Álava e a Llanada Alavesa), uma zona de clima submediterrâneo e, ao extremo Sul, entrando na depressão do Ebro e Rioja Alavesa, onde se passa a um clima com verão claramente seco e caloroso do tipo continental.

## Organização territorial

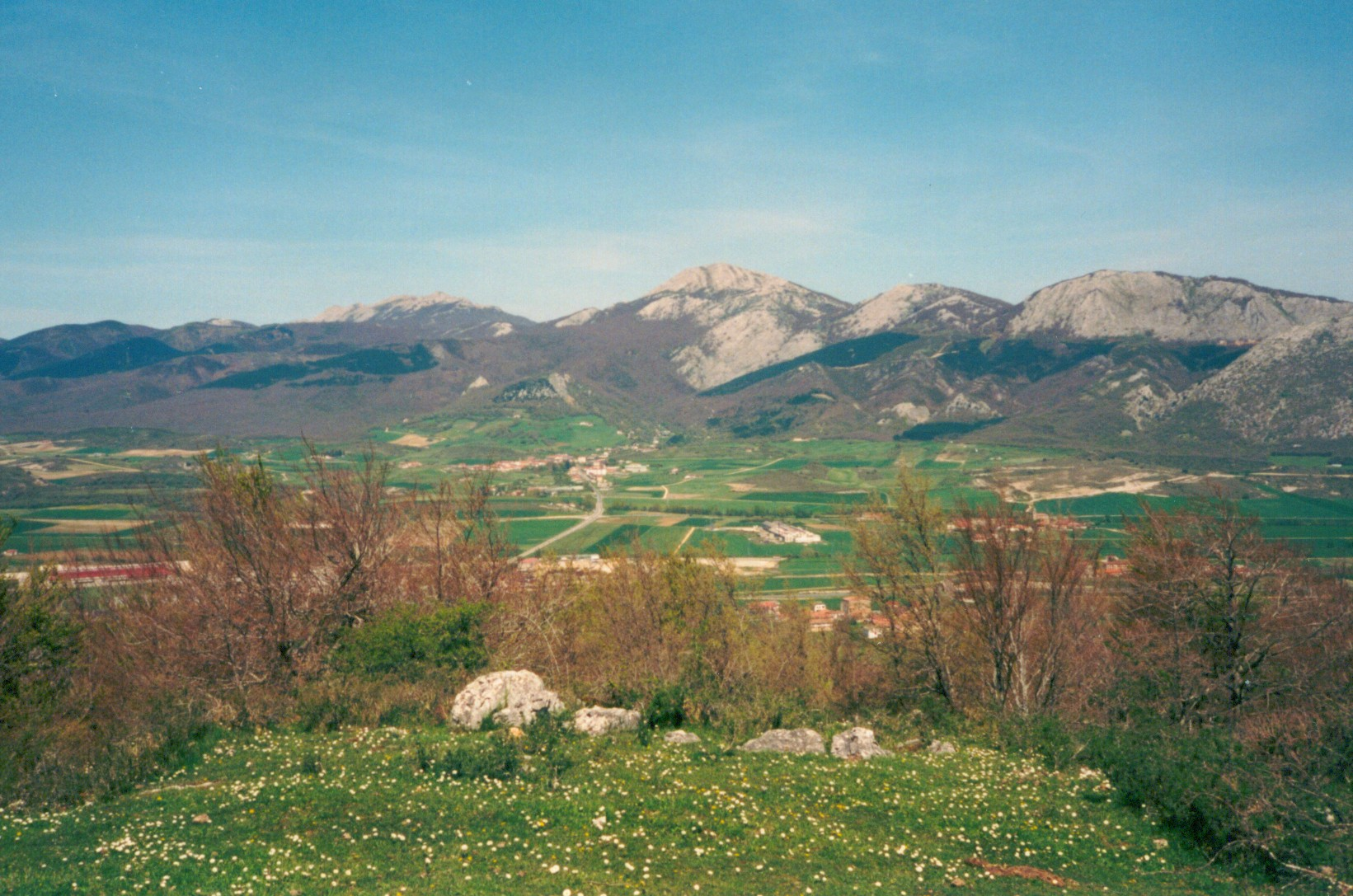
Paisagem do País Basco

### Territórios históricos
O País Basco compreende três províncias da Espanha, as quais recibem a denominação de territórios históricos:
- Álava (299.957 habitantes). Capital: Vitoria-Gasteiz
- Guipúscoa (688.708 habitantes). Capital: San Sebastián
- Biscaia (1.136.181 habitantes). Capital: Bilbau

### Municípios
O País Basco divide-se em 253 municípios, 51 em Álava, 88 em Guipúscoa e 114 em Biscaia.

## Demografia
Graças a ser um dos focos iniciais da revolução industrial na Espanha, a população do País Basco teve um grande crescimento desde meados do século XIX até princípios dos anos 70, recebendo uma grande imigração de outras regiões espanholas. Entretanto, o fim do protecionismo, a crise industrial, a instabilidade política e o decréscimo da natalidade tem provocado um retrocesso demográfico e desde a Transição, a região está com crescimento.
Segundo o censo Instituto Nacional de Estatística da Espanha (o INE) de 2006, o País Basco conta com uns 4,01% de imigração, o que representa uma das porcentagens mais baixas da Espanha e constitui menos da metade da média nacional (9,27%).

## Economia
Apesar de sua extensão relativamente pequena, o País Basco concentra um grande volume de indústrias e é uma das regiões mais ricas da Espanha: 117,1% da média europeia do PIB per capita (dados Eustat, ano 2002). A meados dos anos 80, em plena crise económica, produziu-se a reconversão industrial e a reindustrialização, o qual produziu um importante recesso e, já recuperada desta situação desde muito tempo, é na atualidade uma das regiões mais desenvolvidas da Espanha e segundo um estudo do Instituto Basco de Estatística seguindo metodologia da ONU a região alcançaria em 2004 um dos Índices de Desenvolvimento Humano mais altos do mundo .

## Línguas
No País Basco falam-se duas línguas: o castelhano e o euskera (basco), sendo esta última a língua originária da região. O euskera, ao contrário do resto das línguas ibéricas modernas, não procede do latim nem pertence à família indo-europeia. No ano de 2001, 49,6% da população era monolíngue em castelhano, 32,2% era bilíngue e 18,2% era bilíngue passivo (entendia euskera ainda que o falasse com dificuldade). Estas porcentagens variam de um território histórico a outro, sendo Guipúscoa onde mais se fala euskera e Álava onde o idioma é menos falado.

## Política

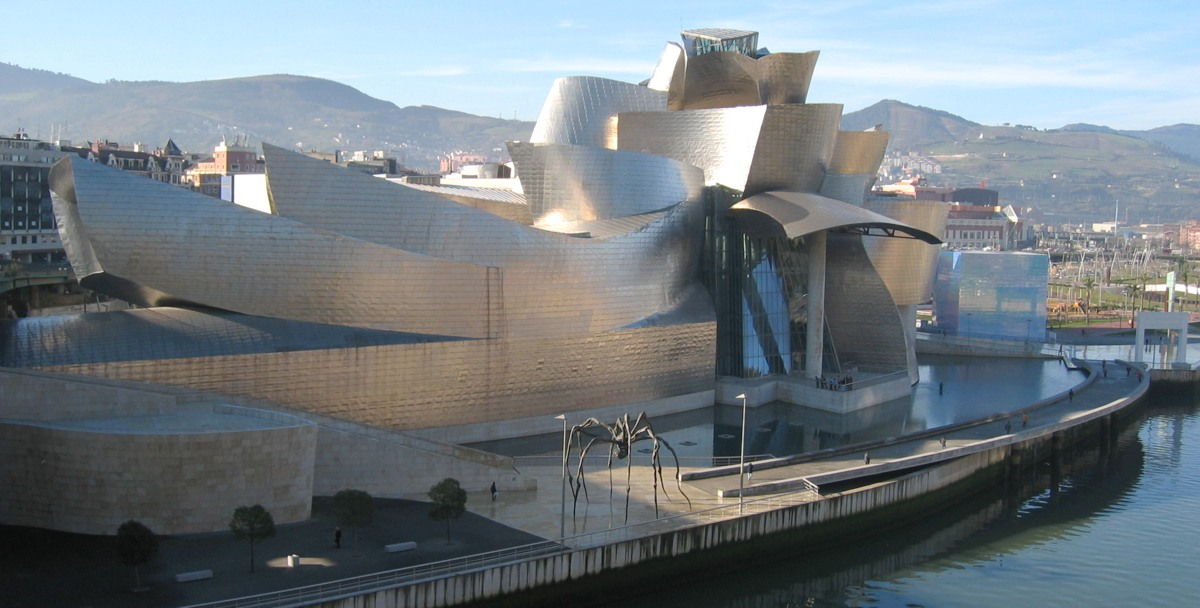
Museu Guggenheim Bilbao.

A opção política maioritária desde a transição democrática é do nacionalismo basco", em suas diversas variantes desde as mais moderadas até as mais radicais e com suas diferentes concepções para a configuração da atual Comunidade Autônoma (independente, autônoma, federalista). Tal opção disputa o mapa eleitoral com outras ideologias denominadas não nacionalistas bascas, de amplo respaldo no território histórico de Álava, tradicionalmente castelhano-falante.

## Segurança
O País Basco dispõe de uma policia própria, a Ertzaintza. Atualmente tem cuidado de todas competências exceto na luta antiterrorista, no controle de aduanas, documentação, passaportes e vistos. A Guarda Civil e a Policía Nacional contam com um número mínimo de efetivos e encarregam-se das aduanas e da tramitação de documentos oficiais. A presença da Policía Nacional no País Basco se reduz a 4 departamentos, dos quais dois encontram-se em Guipúscoa (Donostia-San Sebastián e Irún), uma em Biscaia (Bilbau) e outra em Álava (Vitoria-Gasteiz), enquanto que a Guarda Civil dispõe mais de duas dezenas de quartéis repartidos pela geografia basca.